# Pericallis webbii
Pericallis webbii là một loài thực vật có hoa trong họ Cúc. Loài này được (Sch.Bip.) Bolle mô tả khoa học đầu tiên năm 1860.